# Giebułtów (Natura 2000)
Giebułtów (PLH120051) – projektowany specjalny obszar ochrony siedlisk, aktualnie obszar mający znaczenie dla Wspólnoty, położony na Wyżynie Miechowskiej, na terenie gminy Książ Wielki, przy drodze z Kaliny Wielkiej do Giebułtowa, o powierzchni 6,38 ha.
Obszar ten leży w granicach Obszaru Chronionego Krajobrazu Wyżyny Miechowskiej.
W obszarze podlegają ochronie dwa siedliska z załącznika I dyrektywy siedliskowej:
- murawa kserotermiczna (Inuletum ensifoliae)
- grąd (Tilio-Carpinetum)

Występują tu liczne gatunki roślin objętych ochroną gatunkową lub zagrożonych:

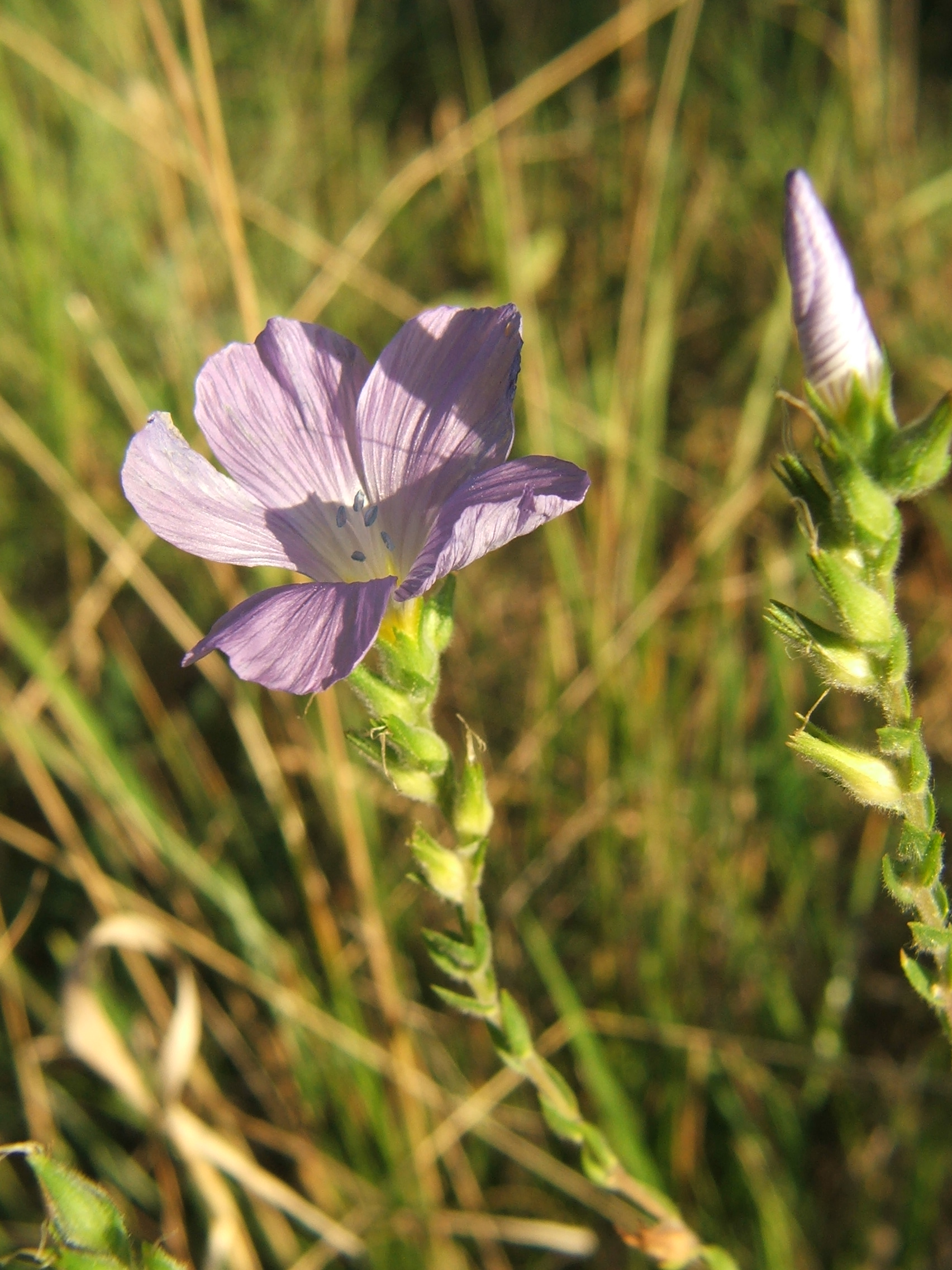
Len włochaty

- zawilec wielkokwiatowy (Anemone sylvestris)
- kopytnik pospolity (Asarum europaeum)
- aster gawędka (Aster amellus)
- dzwonek syberyjski (Campanula sibirica)
- dziewięćsił bezłodygowy (Carlina acaulis)
- buławnik wielkokwiatowy (Cephalanthera damasonium)
- kruszczyk szerokolistny (Epipactis helleborine)
- kruszyna pospolita (Frangula alnus)
- goryczka krzyżowa (Gentiana cruciata)
- len włochaty (Linum hirsutum)
- listera jajowata (Listera ovata)
- storczyk kukawka (Orchis militaris)
- podkolan biały (Platanthera bifolia)
- pierwiosnek lekarski (Primula veris)
- kalina koralowa (Viburnum opulus)